# منتزه إمسفران
منتزه إمسفران أو منتزه لاكاتيدرال هو منتزه سياحي طبيعي وجيولوجي جبلي موجود بمنطقة تامڭا الغابوية على واد أحنصال في الجماعة الترابية لتيلوكيت، إقليم أزيلال على ارتفاع 1868 متر فوق سطح البحر، وتابع للمنتزه الجيولوجي مڭون 

## المؤهلات السياحية
- واد أحنصال دائم الجريان
- غابة صنوبر تبلغ مساحتها 399 كيلومترا مربعا
- أطلال مصنع خشب من فترة الاستعمار.
- جبل "الكاتدرائية"، الذي يعني الكنيسة بالفرنسية، نظرا لشكله الشبيه بالكنيسة.
- شلالت إمسفران الطبيعية
- مضايق إمسفران الطبيعية[1][2]

## الأنشطة السيحية
يعتبر منتزه إمسفران محجا لهواة التنزه في الطبيعة، وهواة التخييم والعيش الحر وهواة التسلق والطيران الحر وقوارب الكاياك والدراجات النارية والهوائية، والصيد والقنص.

## معرض الصور

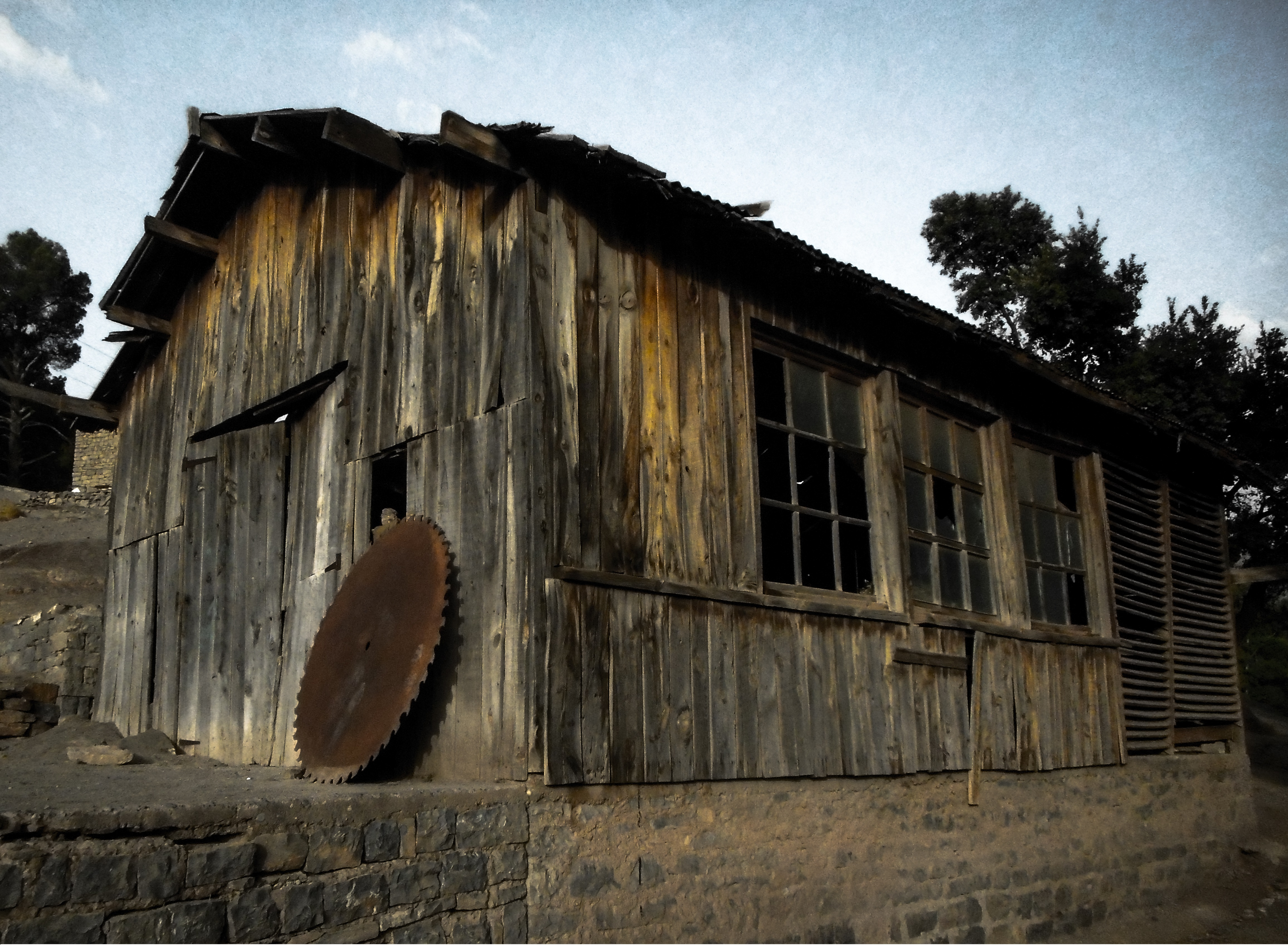
أطلال مصنع خشب من فترة الإستعمار الفرنسي بمنتزه إمسفران.